# Kazimieras Černis
Pour les articles homonymes, voir Černis.
Kazimieras Černis est un astronome lituanien né à Vilnius le 11 novembre 1958.

## Biographie
Kazimieras Černis, né le 11 novembre 1958, Vilnius, est un astronome et un astrophysicien lituanien, membre actif de l'Union astronomique internationale et découvreur prolifique de planètes mineures et de comètes. En 2012, il découvre (420356) Praamzius, un objet transneptunien candidat au statut de planète naine. Il est également à l'origine de la découverte du centaure (330836) Orios.
Černis est diplômé de l'Université de Vilnius en 1981. De 1981 à 1990, il travaille à l'Institut de physique de l'Académie des Sciences de Lituanie. Depuis 1996, Černis est chercheur à l'Institut de Physique Théorique et d'Astronomie de l'Université de Vilnius.
Ses recherches portent sur la photométrie des étoiles, la structure de la Voie lactée, du Système solaire, des comètes et des astéroïdes. Il est le chef de projet d'un programme de recherche d'astéroïdes à l'observatoire astronomique de Moletai. En 2006, Černis avait découvert 25 nouvelles comètes (comètes Černis)[réf. nécessaire] et 125 astéroïdes. En octobre 2022, le Centre des planètes mineures lui créditait la découverte ou la co-découverte de 148 planètes mineures numérotées qu'il a faites entre 2001 et 2012, en grande partie avec la collaboration d'autres astronomes dont Edvardas Černis (it), Ilgmārs Eglītis, Vygandas Laugalys (it), Justas Zdanavičius et Kazimieras Zdanavičius.
Il a publié des articles sur la photométrie des étoiles et a fait des recherches sur l'extinction interstellaire vers la direction de l'anticentre galactique. 

## Découvertes
| (68730) Straizys      | 15 mars 2002      |
| (73059) Kaunas        | 16 mars 2002      |
| (95593) Azusienis     | 16 mars 2002      |
| (95851) Stromvil      | 26 mars 2003      |
| (124192) Moletai      | 26 juillet 2001   |
| (135561) Tautvaisiene | 16 mars 2002      |
| (140628) Klaipeda     | 20 octobre 2001   |
| (141496) Bartkevicius | 15 mars 2002      |
| (144752) Plunge       | 16 avril 2004     |
| (151430) Nemunas      | 16 mars 2002      |
| (154932) Sviderskiene | 12 octobre 2004   |
| (155138) Pucinskas    | 9 octobre 2005    |
| (157396) Vansevicius  | 13 octobre 2004   |
| (157534) Siauliai     | 8 octobre 2005    |
| (166229) Palanga      | 17 mars 2002      |
| (167960) Rudzikas     | 13 mars 2005      |
| (169568) Baranauskas  | 16 mars 2002      |
| (175548) Sudzius      | 27 septembre 2006 |
| (180141) Sperauskas   | 26 mars 2003      |
| (184096) Kazlauskas   | 16 avril 2004     |
| (185150) Panevezys    | 23 septembre 2006 |
| (187276) Meistas      | 8 octobre 2005    |
| (189396) Sielewicz    | 2 mai 2008        |
| (198820) Iwanowska    | 13 mars 2005      |
| (202092) Algirdas     | 11 octobre 2004   |
| (202093) Jogaila      | 11 octobre 2004   |
| (202704) Utena        | 14 avril 2007     |
| (203823) Zdanavicius  | 5 octobre 2002    |
| (210147) Zalgiris     | 21 septembre 2006 |
| (212587) Bartasiute   | 23 septembre 2006 |
| (212606) Janulis      | 27 septembre 2006 |
| (212692) Lazauskaite  | 23 mars 2007      |
| (212977) Birutė       | 2 février 2009    |
| (225033) Maskoliunas  | 23 mars 2007      |
| (226672) Kucinskas    | 16 avril 2004     |
| (231040) Kakaras      | 10 mars 2005      |
| (233661) Alytus       | 31 août 2008      |
| (237845) Neris        | 16 mars 2002      |
| (242479) Marijampole  | 12 octobre 2004   |
| (245983) Machholz     | 26 septembre 2006 |
| (248839) Mazeikiai    | 25 septembre 2006 |
| (248993) Jonava       | 14 avril 2007     |
| (252794) Maironis     | 16 mars 2002      |

| (270903) Pakstiene      | 5 octobre 2002    |
| (274084) Baldone        | 3 janvier 2008    |
| (284984) Ikaunieks      | 12 avril 2010     |
| (286693) Kodaitis       | 16 mars 2002      |
| (288960) Steponasdarius | 11 octobre 2004   |
| (288961) Stasysgirėnas  | 12 octobre 2004   |
| (289020) Ukmerge        | 12 octobre 2004   |
| (289021) Juzeliunas     | 12 octobre 2004   |
| (289121) Druskininkai   | 12 octobre 2004   |
| (294664) Trakai         | 3 janvier 2008    |
| (296968) Ignatianum     | 12 mars 2010      |
| (299897) Skipitis       | 23 septembre 2006 |
| (302849) Richardboyle   | 27 mars 2003      |
| (305181) Donelaitis     | 5 novembre 2007   |
| (309206) Mažvydas       | 14 avril 2007     |
| (319009) Kudirka        | 10 octobre 2005   |
| (320153) Eglitis        | 23 mars 2007      |
| (321045) Kretinga       | 31 août 2008      |
| (321324) Vytautas       | 25 avril 2009     |
| (324787) Wlodarczyk     | 15 avril 2007     |
| (325588) Bridzius       | 19 septembre 2009 |
| (330836) Orios          | 25 avril 2009     |
| (332530) Canders        | 29 juillet 2008   |
| (338274) Valancius      | 5 octobre 2002    |
| (339855) Kedainiai      | 7 octobre 2005    |
| (343157) Mindaugas      | 25 avril 2009     |
| (348511) Žemaitė        | 10 octobre 2005   |
| (352646) Blumbahs       | 25 juillet 2008   |
| (353404) Laugalys       | 25 septembre 2006 |
| (353577) Gediminas      | 5 janvier 2008    |
| (361524) Klimka         | 24 mars 2007      |
| (363706) Karazija       | 14 octobre 2004   |
| (392142) Solheim        | 16 avril 2009     |
| (418220) Kestutis       | 3 février 2008    |
| (420356) Praamzius      | 23 janvier 2012   |
| (428694) Saule          | 29 juillet 2008   |
| (453256) Gucevičius     | 23 septembre 2008 |
| (457743) Balklavs       | 18 avril 2009     |
| (545564) Sabonis        | 23 août 2011      |
| (545619) Lapuska        | 3 septembre 2011  |
| (555128) Birštonas      | 12 septembre 2013 |
| (567580) Latuni         | 23 octobre 2017   |
| (592244) Daukantas      | 6 mai 2013        |
| (604750) Marisabele     | 6 octobre 2015    |
| (604827) Rietavas       | 11 octobre 2015   |